# David Hyde Pierce
David Hyde Pierce   (Saratoga Springs, 3 d'abril de 1959) és un actor estatunidenc, que ostenta el rècord de nominacions als premis Emmy de televisió (11 consecutives) per protagonitzar el paper del psiquiatre Dr. Niles, germà petit de Frasier a la comèdia Frasier. A més del premi Emmy, ha guanyat el Screen Actors Guild Awards i el Tony.

## Biografia
David Pierce és el segon fill i el petit últim d'una família de quatre germans. El seu pare era actor i la seva mare agent d'assegurances. De nen, tocava l'orgue per l'església episcopal local de Bethisda. Preveient en principi fer carrera de música, decideix de consagrar-hi el seu temps lliure. Comença paral·lelament una carrera d'actor. Afegeix "Hyde" al seu autèntic nom amb la finalitat d'evitar una confusió amb un altre actor.
David Hyde Pierce es va donar a conèixer a Frasier on interpretava Niles, el germà del personatge principal. Va ser premiat quatre vegades per aquest paper amb el Primetime Emmy al millor actor secundari en sèrie còmica i detenta el rècord de nominacions amb 11 anys consecutius.
No obstant això, al contrari del seu personatge, és homosexual i es va casar amb el seu company el 24 d'octubre de 2008. Aquesta unió va tenir lloc alguns dies després del rebuig de la proposició 8, prohibint el matrimoni entre persones del mateix sexe.
David Hyde Pierce està molt implicat en associacions benefiques que lluiten contra la Malaltia d'Alzheimer.
A part del seu paper a Frasier, David Hyde Pierce ha tingut l'ocasió de treballar de nou amb Kelsey Grammer i John Mahoney a Els Simpson. Ell i John Mahoney són els padrins del fill de Jane Leeves, una altra estrella de Frasier.

## Filmografia
Les seves pel·lícules més destacades són:
- 1988: The Appointments of Dennis Jennings: Businessman
- 1988: Nits de neó (Bright Lights, Big City): Bartender at Fashion Show
- 1988: Buscant el meu amor (Crossing Delancey), de Joan Micklin Silver: Mark
- 1988: Rocket Gibraltar: Senyor Henri
- 1989: Vampir's Kiss: noi del teatre
- 1990: Across Five Aprils: Soldat de la Unió
- 1991: El petit Tate (Little Man Tate): Garth
- 1991: El rei pescador (The Fisher King): Lou Rosen
- 1992: The Powers That Be (sèrie TV): Theodore Van Horne
- 1993: Alguna cosa per recordar (Sleepless in Seattle): Dennis Reed
- 1993: Frasier (sèrie TV): Dr. Niles Crane
- 1993: Addams Family Values: doctor a la sala de parts
- 1994: Llop (Wolf): Roy
- 1995: Ripple: Peter
- 1995: Nixon d'Oliver Stone: John Dean
- 1996: Mighty Ducks (sèrie TV): Baró von Lichtenstamp (veu)
- 1998: A Bug's Life: Slim (veu)
- 1999: Jackie's Back! (TV): Perry (The Deaf Rehearsal Pianist)
- 1999: Hàbits d'aparellament de l'humà terrícola (The Mating Habits of the Earthbound Human): Narrador (veu)
- 2000: Isn't She Great: Michael Hastings
- 2000: Chain of Fools: Mr. Kerner
- 2000: The Tangerine Bear: Bird (veu)
- 2001: Wet Hot American Summer: Henry
- 2001: On the Edge (TV): Barney (segment "Happy Birthday")
- 2001: Happy Birthday: Barney'
- 2001: Osmosis Jones: Drix (veu)
- 2001: Laud Weiner: Laud Weiner
- 2002: Full Frontal: Carl
- 2002: El planeta del tresor (Treasure Planet): Doctor Doppler (veu)
- 2003: Fora l'amor (Down with Love): Peter MacMannus
- 2004: Hellboy de Guillermo del Toro: Abe Sapien (veu)
- 2008: Hellboy II: L'exèrcit daurat (Hellboy II: The Golden Army) de Guillermo Del Toro
- 2010: The Perfect Host: Warwick
- 2015: The Good Wife (TV): Frank Prady (temporada 6)